# کلیسای کوزما و دامیان از پریموستیه

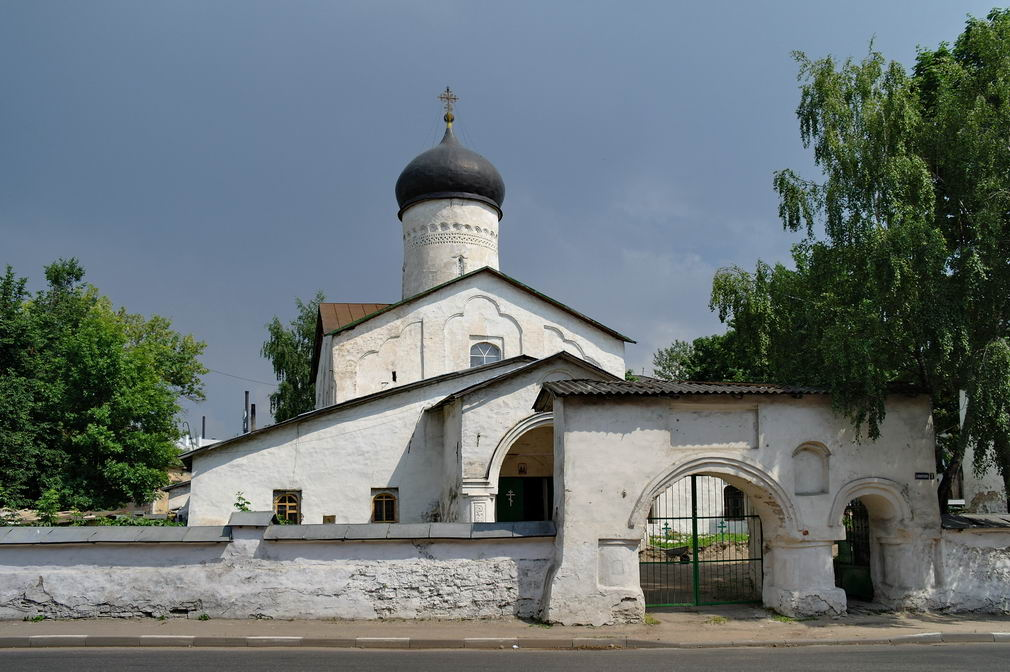

کلیسای کوزما و دامیان از پریموستیه (به انگلیسی: Церковь Косьмы и Дамиана с Примостья) کلیسای ارتدکس در پسکوف است. این بنا یادمانی از تاریخ و فرهنگ با اهمیت فدرال از سده‌های پانزدهم تا شانزدهم میلادی است. کلیسا در زاپسکوویه، در محل تلاقی خیابان‌های لئون پوزمسکی و گرچنا قرار دارد که در گذشته به نام «صلیب زواننیتسکی» شناخته می‌شد.

## توصیف
کلیسایی چهارستونه و سه‌ابسیدی است که ابسیدهای جانبی آن مستطیل‌شکل هستند. پوشش چهارگوشه آن هشت‌شیبه است.
بخش‌های جنبی:
- شمالی: متعلق به سنت میتروفان ورونژ (ساخته‌شده در سال ۱۸۳۳)
- جنوبی: متعلق به سنت ساوا (ساخته‌شده در سال ۱۶۴۰)

در کنار کلیسا، یک برج ناقوس جداگانه قرار دارد که دهانه‌های ناقوس آن از بین رفته بود اما در سال ۲۰۲۲ بازسازی شد.
ساختمان‌های این مجموعه با یک حصار کوتاه با دروازه‌هایی که یکی برای عبور عابران و دیگری برای وسایل نقلیه است، احاطه شده‌اند. قسمت بالایی دروازه‌ها از بین رفته است.
این کلیسا از سنگ آهک ساخته شده و با گچ پوشیده و سفیدکاری شده است.
کلیسا از نظر شهرسازی نیز اهمیت دارد.

### ابعاد
- چهارگوشه کلیسا: ۱۵×۱۹ متر؛ ارتفاع همراه با گنبد و طاق: حدود ۳۰ متر.
- کلیسا همراه با رواق‌ها و دهلیز: ۲۰×۲۰ متر.
- برج ناقوس: ۱۵×۱۸ متر؛ ارتفاع: ۱۸ متر.

## تاریخچه
- ۱۴۵۸: نخستین اشاره به کلیسا در پی وقوع یک آتش‌سوزی.
- ۱۴۶۲: آغاز ساخت بنای جدید سنگی کلیسا.
- این کلیسا مرکز اداری منطقه کوزمین-دمیانی پسکوف بود.[۲]
- ۱۵۰۷: آتش‌سوزی در زاپسکوویه و انفجار باروتی که در یکی از بخش‌های کلیسا نگهداری می‌شد.
- ۱۹۶۰: بر اساس مصوبه شماره ۱۳۲۷ شورای وزیران جمهوری فدراتیو سوسیالیستی روسیه شوروی در ۳۰ اوت، این کلیسا به عنوان یادمانی با اهمیت جمهوری تحت حفاظت دولت قرار گرفت.
- پس از جنگ جهانی دوم تا سال ۲۰۰۸، این کلیسا به عنوان کارگاه صحافی کتاب استفاده می‌شد.
- ۱۴ نوامبر ۲۰۰۸: پس از سال‌ها متروک‌بودن، عبادات مجدداً در کلیسا آغاز شد و نخستین نیایش برگزار گردید.
- ۱ دسامبر ۲۰۰۸: با فرمان متروپولیت یوسفیوس، کشیش میخائیل (فیودوروف) به عنوان متولی منصوب شد.
- در سال ۲۰۰۹، از بودجه فدرال مبلغ ۴۴٬۸۲۱٬۸۰۰ روبل برای بازسازی میراث فرهنگی استان پسکوف اختصاص یافت. این بودجه در چارچوب برنامه فدرال «فرهنگ روسیه (۲۰۰۶—۲۰۱۱)» تأمین شد که ۲ میلیون روبل از این مبلغ برای تهیه اسناد علمی-پروژه‌ای جهت بازسازی آینده کلیسای کوزما و دامیان تخصیص یافت.